# Usa (Kikuletwa)
Der Usa ist ein kleiner Fluss im Norden Tansanias in der Region  Arusha.

## Verlauf
Er ist ein Nebenfluss des Kikuletwa. Sein Quellgebiet liegt im Südosten des Arusha-Nationalparks. Der Fluss fließt in südliche Richtung.

## Hydrometrie
Die Abflussmenge des Usa wurde am Pegel Dolly Sisal Estate über die Jahre 2016 bis 2019 in m³/s gemessen.